# Стрілько Валентина Василівна
Валентина Василівна Стрілько (нар. 27 листопада 1951, с. Гнідин Бориспільського району Київської області) — кандидатка педагогічних наук, членкиня Національної спілки краєзнавців України, президент Міжнародного освітнього фонду імені Ярослава Мудрого.

## Життєпис
Валентина Василівна Стрілько народилася 27.11.1951 року в селі Гнідин Бориспільського району Київської області в сім'ї медиків — Тютюна Василя Охрімовича та Тютюн (Чечуги) Марії Іванівни;
1968 — закінчила Вишенську середню школу Бориспільського району;
1976 — закінчила Київський державний університет імені Тараса Шевченка (філологічний факультет, відділення української мови та літератури), почала працювати  вчителькою української мови й літератури Гнідинської восьмирічної школи;
1977 — заступниця директора по навчально–виховній роботі Гнідинської восьмирічної школи;
1979 — директорка Гнідинської восьмирічної школи [Архівовано 2 грудня 2021 у Wayback Machine.];
1986 — створює першу в Україні Малу академії народних мистецтв [Архівовано 21 травня 2021 у Wayback Machine.] в Гнідинській школі [Архівовано 2 грудня 2021 у Wayback Machine.] (1986—1992) [Архівовано 2 грудня 2021 у Wayback Machine.];
1990—1991 — голова «Народного руху України за перебудову» в Бориспільському районі;
1992—1994 — заступниця голови Київської обласної державної адміністрації;
2002 — радниця керівника Апарату Верховної Ради України;
2004 — голова новоствореної Міжнародної громадської організації «Конгрес захисту української мови» [Архівовано 2 грудня 2021 у Wayback Machine.];
2005 — помічниця-консультантка голови Верховної Ради України;
1994—2021 — президент Міжнародного освітнього фонду імені Ярослава Мудрого;

## Нагороди
- лауреатка премій Ліги українських меценатів імені Євгена Чикаленка (2001 р.)[4] та премії імені Дмитра Нитченка (2002 р.)[5],
- лауреатка Міжнародної премії «Тріумф» (2004 р.)[6][7],
- лауреатка Національного конкурсу «Благодійна Україна» (2013 р.)[8]

### Книги  у співавторстві
- «Андрійкова книжка. Уроки гарної поведінки для 1-го класу». Автор— Галина Кирпа, Валентина Стрілько, підручник, видавництво «Освіта», 1992 рік.
- «Андрійкова книжка. Уроки гарної поведінки для 2-го класу». Автор— Галина Кирпа, Валентина Стрілько, підручник, видавництво «Освіта», 1992 рік.
- «Андрійкова книжка. Уроки гарної поведінки для 3-го класу». Автор— Галина Кирпа, Валентина Стрілько, підручник, видавництво «Освіта», 1992 рік.
- «Андрійкова книжка. Уроки гарної поведінки для 4-го класу». Автор— Галина Кирпа, Валентина Стрілько, підручник, видавництво  «Освіта», 1992 рік.
- «Бориспільська Голгофа: 30 кривавих літ (1920—1950)» [Архівовано 2 грудня 2021 у Wayback Machine.]. Автор— Андрій Зиль, Валентина Стрілько, видавництво— «Баланс –Клуб», 2020 рік.

### Список опублікованих праць в журналах
- «Мотиви християнської моралі в творчості Григорія Сковороди, як передумова формування засад українського національного виховання», журнал  «Українська література в загальноосвітній школі» № 6/2014 рік, с.37
- «Українське національно-патріотичне виховання в нормативно-правових актах України», журнал  «Гуманітарний Вісник Переяслав-Хмельницького державного педагогічного університету» № 33/2014 рік, с. 155. Та журнал «Педагогіка і психологія професійної освіти» (Львів) № 3, 2014 рік, с. 153
- «Українське патріотичне виховання молоді— головна складова розвитку державності», Журнал «Вісник ЗНУ» № 1(24), 2015 р., с. 39
- «Українознавчий аспект змісту освіти та виховання в сучасній школі», журнал «Вісник Запорізького національного університету» № 2 (23), 2014 рік, с. 142
- «Про необхідність зробити українські школи українськими», журнал «Педагогіка і психологія професійної освіти» (Львів) № 1 2014 рік, с.142
- «Естетичних виховання українців в педагогічній спадщині Г. Сковороди та К. Ушинського», журнал «Українська мова і література в школі» № 1 (22), 2014 рік, с. 82
- «Світлиця рідного слова: нова і ефективна форма українського національного виховання», журнал «Українська мова і література в школі» № 6, 2013рік, с. 53.
- «Музеї української словесності— центри українського національного виховання», журнал «Українська мова і література в школі» № 2, 2014 рік, с. 48.
- «Музей історії української мови як нова форма виховання в учнів інтересу  до вивчення української мови та літератури», журнал «Українська література в загальноосвітній  школі» № 2/2014 рік, с. 46.
- «Основна мета, завдання, принципи та напрямки українського національного— патріотичного виховання XXI століття», журнал «Гуманітарний Вісник Переяслав-Хмельницького державного педагогічного університету» № 31/2013 рік, с. 370, та журнал  «ОБРІЇ» науково-педагогічний журнал (Івано-Франківськ) № 2 (37), 2013 рік, с. 77
- «Реформування змісту освіти— стратегічне завдання сучасної школи», журнал «Вісник Запорізького національного університету» , № 2(25), 2015 рік, с. 67 та інші статті

### Список статей
- "Профанація, або: «Обережно— нова стара влада», газета «Освіта», 01.02.1995 року.
- «Творімо добро в рідній хаті», газета «Освіта»,1996 року.
- «Ми в світ прийшли», журнал «Жінка», 1997 року.
- «Податок на благодійництво?», газета «Освіта», 12-19.02.1997 року.
- «Доки діятиме наша система оцінювання знань, купівлю-продаж балів не подолати», журнал «Педагогіка толерантності» № 3,4 1998 року.
- «Без мови дзвони мовчазні», газета «Голос України» № 212.
- «Підтримка обдарованої молоді має стати пріоритетом освіти в Україні», газета «День»,  № 97, 2000 року.
- «Домашнє завдання на конкурс», газета «Освіта», 26.09.— 03.10. 2001 року.
- «Житиме слово— душа не зміліє», газета «Літературна Україна», 28.06.2001 року.
- «Турнір стане ще масовішим. Думки перед початком ІІ міжнародного дитяча чого конкурсу знавців української мови», «Народна газета», № 35 (515), 2001 року.
- "10 років незалежності. «Синьо-жовтий прапор повісили ще у 1986 році…», газета «Голос України», 21.08.2001 року.
- «З думкою про наше учнівство», газета «Трудова Слава»,  № 149—150 29.12.2001 року.
- «Працюватиму для Вас і України», «Народна газета» № 9 536, 2002 року.
- «Дякую, що били мене не сильно», газета «Вісті. Інформація. Реклама» № 1, 94, 10-16.01, 2002 року.
- «Так виховуються патріоти», «Народна газета» № 3,  28.01.- 03.02.2002р року.
- «Знай свій край. З народної пам'яті— в історії державності», «Народна газета» № 4 (97), 31.01.-06.02.2002 року.
- «Без рідної мови ми всі були б сиротами» [Архівовано 2 грудня 2021 у Wayback Machine.]. Газета «Голос України». 10 червня 2003. Процитовано 12 вересня 2020 року.
- «Ніщо у цьому світі не буває випадковим…», газета «Освіта України» № 89, 12 листопада 2004 року.
- «Мовою закону», газета «Голос України», № 241 (3741) від 20 грудня 2005 року.
- «Мовна політика: Загроза зсередини», газета «Дзеркало тижня», № 13 (642),  7 квітня 2007 р
- «Закон викривленого дзеркала чи принцип справедливості?» [Архівовано 2 грудня 2021 у Wayback Machine.], газета «День»,  № 139, 2007 р..
- «Незалежність— свято зі сльозами на очах», газета «Термінал», 19 серпня 2011 року, № 15.
- «Наша молодь має знати й вшановувати своїх українських героїв!», газета «Літературна Україна», № 12 (5491), 21 березня 2013 року.
- «Освіта: Без рожевих окулярів. На часі створення інноваційних навчально-виховних технологій і методик»., газета «Голос України», № 66 (5566), п'ятниця, 5 квітня 2013 року.
- «Як виховати любов до країни?» / В. Стрілько // День: щоденна українська газета. — 2013. — С. 11.
- «Молодь треба закохати в Україну» [Архівовано 2 грудня 2021 у Wayback Machine.]. Газета «Урядовий кур'єр». 23 травня 2013. Процитовано 12 вересня 2020 року.
- «Важко тримати крону, не маючи міцного підґрунтя», газета «Голос України», № 248 (5748), 27 грудня 2013 року.
- «Вперед треба вже не просто йти, а бігти, не оглядаючись у минуле!», газета «Трудова Слава», № 119—122, 21 серпня 2015 року.
- «Янголи України», газета «Слово Просвіти», 7-13 липня 2016 року.
- «Голгофа священника», газета «Слово Просвіти», 31.01.2019 року.
- «Народжена Українською революцією», газета «Слово Просвіти» 20 (1020), 16—22 травня 2019 року.
- «Абетка Борисполя: історичні замітки про місто», газета «Слово Просвіти»[25] 20 (1020), 30 серпня 2021 року
- «Славних прадідів великих…»: як на Черкащині «вшановують» пам'ять Євгена Чикаленка, газета «Україна молода»[26] випуск № 005 за 03.02.2022 року.
- КОГО ВШАНОВУЮТЬ? ПРАВДА З АРХІВУ СБУ ПРО ДІЯЛЬНІСТЬ ІВАНА КУДРІ В 1941—1942 РОКАХ У КИЄВІ, газета «Україна молода»[27] випуск № 002 за 13.01.2022 року.